# 索光魚
索光鱼（学名：Sonoda megalophthalma）为輻鰭魚綱巨口魚目褶胸鱼科的其中一種。分布於西大西洋區的加勒比海海域，為深海魚類，棲息深度503-548公尺，會進行垂直性洄游，體長可達6公分。